# San Antonio Xiat
San Antonio Xiat är en ort i Mexiko.   Den ligger i kommunen Suma och delstaten Yucatán, i den östra delen av landet, 1 100 km öster om huvudstaden Mexico City. San Antonio Xiat ligger 9 meter över havet och antalet invånare är 187.
Terrängen runt San Antonio Xiat är mycket platt. Runt San Antonio Xiat är det ganska glesbefolkat, med 47 invånare per kvadratkilometer. Närmaste större samhälle är Motul, 13,3 km väster om San Antonio Xiat. I omgivningarna runt San Antonio Xiat växer i huvudsak lövfällande lövskog.